# Edvard Delorenco
Edvard Delorenco, slovenski strelec, * 31. januar 1921, Ljubljana, † 1971.
Delorenco je za Jugoslavijo nastopil na Poletnih olimpijskih igrah 1952 v Helsinkih, kjer je v prostem streljanju s pištolo na 50 metrov osvojil 21. mesto.